# 마요라 (신조어)
마요라(マヨラー)는 일본에서 마요네즈를 좋아하는 사람을 가리키는 신조어이다. 마요네즈를 대량으로 먹고, 어떤 음식에든 마요네즈를 뿌려 먹는 사람에게 사용된다. 일본의 '현대 용어의 기초 지식 1998년판'에 신조어로 게재되었다.

## 어원
마요네즈(mayonnaise)의 "마요"에 "~하는 사람"을 의미하는 영어의 접미사 "-er"을 더한 것이다. 원래 발음으로는 "마요나"가 되지만, "마요라"라는 발음으로 정착되었다. 이렇게 발음하게 된 배경은 1990년대 중반 당시 일본 언론들이 "아무라"(아무로 나미에를 따라하는 사람) 열풍을 빙자하여 사용하자, 널리 보급되었다.

## 예시
마요네즈를 직접 빨아 먹는 것 이외로, 음식에 뿌려먹기도 하는데 대표적은 음식은 다음과 같다. 밥, 필라프, 볶음밥, 카레라이스, 라면, 컵라면, 야키소바, 오코노미야키, 우동, 스시, 빵, 양과자, 사시미, 빵, 낫토 등. 마요라는 야채가 보이지 않을 정도로 많은 양의 마요네즈를 뿌린다. '두뇌와 미각'의 저자 야마모토 다카시의 말에 의하면, 마요네즈에 포함된 대량의 쾌락 물질인 β-엔돌핀이 나오기 때문에 마요라가 생긴다고 나왔다.

## 유명인
- SMAP의 카토리 싱고는 TV 프로그램에서 마요라라고 밝히며, 마요네즈 제품 CM에 10년 이상 출연 중이다. 가토리 싱고가 신고마마로 활동 할 때 "싱고 마마의 록"이라는 노래에는 "마요츄츄"이라는 가사가 등장한다.
- 여배우 세토 아사카는 카토리 싱고와 대등한 연예계에서 으뜸가는 마요라이며, 《마츠무라 쿠니히로의 올나잇 일본》에서는 거의 매주 소재로 되고 있었다.
- 와타나베 토오루는 TV 프로그램에서 자신을 마요라라고 소개하였다.

## 같이 보기
- 마요네즈